# マビノギのアイテム
マビノギのアイテムでは、オンラインゲーム『マビノギ』に登場するアイテムについて詳述する。

## ポーション類
失われた生命力やスタミナなどを瞬時に取り戻す強力な飲み薬。短時間に大量のポーションを服用すると「ポーション中毒」状態に陥り、深刻な中毒症状に発展すると体に害を及ぼすに至る。一般的に、プレイヤーが調合スキルによって作成したポーション類は、NPCが販売するポーションと比べると中毒になりにくい。

## 食料品
木の実やリンゴ・イチゴといった果物からキャベツ・ニンジンなどの野菜、肉・牛肉・手羽先などの肉類、小麦粉・米といった穀物類まで様々な食材・食品が用意されており、多くは未加工でそのまま口にすることができる。食料品は空腹度を回復させるだけでなく、キャラクターの能力値をわずかに成長させる要素もあり、長期的に採り続けることによって能力が増加・減少する。ただしこの影響はレベルアップや年齢増加時に比べれば微々たるもので、また転生する事で変動した能力はリセットされる。木の実、りんご、肉に関しては木を叩いたりモンスターを倒すと入手できるので食に窮するという事はない。
また、食材は料理スキルを用いて調理することにより、一定時間大幅に能力を増加させる料理を作り出すことができる。これらの料理は強大なモンスターへ立ち向かう直前や、能力値が条件となるクエストを達成するときなどに利用される。
ただし、本作品では食品による体型の変化が設定されている。満腹の状態で食べると、その食品本来の効果とは無関係にキャラクターは太っていく。太っても能力にペナルティーはないが、痩せるためには、木の実などの痩せる食品を空腹時に食べなければならない。

## 魔符類
このゲームのモンスターの一部は、野生動物が魔族の「魔符」という呪術的なアイテムの力によって操られているという設定になっており、低い確率ではあるが、モンスターを倒すと所持していた魔符を入手することができる。この魔符を同種類10枚集めて対応するクエストスクロールを購入することにより、金貨の報酬を受け取ることができる。NPCが魔符を回収する理由は、魔符の持つ動物の意識をコントロールするメカニズムについての研究のためという名目になっている。
魔符を落とすモンスター達は限られており、魔符を落とさないモンスターもいる。

## 小物類
そのままでは使用することもできず、NPCに売却してもほとんど金貨が得られないアイテムも多数ある。それらの多くはクエストのキーアイテムであったり、ハンディクラフトスキルで制作できるアイテムの材料となったりするが、今のところ何の目的も設定されていないアイテムも存在する。

## 装備
武器や防具など装備することで効果を発揮するアイテム。装備アイテムには耐久力が設定されており、時間の経過や使用する事で消耗していく。消耗した耐久力はNPCに修理を依頼する事で回復できるが、修理に失敗した場合は耐久力の最大値が減ってしまう。修理を行えるNPCはアイテムの分類ごとに存在し、修理の成功率はNPCによって異なる。修理費は修理NPCとアイテムの基本価格で決定するが、一般的に修理成功率が高いNPCほど、アイテムの価格は高いほど修理費が多くかかる。修理費はNPC商店が販売しているアイテムの価格を基準に算出されるため、そのアイテムがどんなに稀少でプレイヤー間では高額で取引されるアイテムであっても、高くかからないケースもある。仮に修理に失敗した場合、その分の金額はプレイヤーに返金される。
また、アイテムには最大3つの部位に分けて色が付けられており、装備品の色はキャラクターの外見に反映される。基本的にNPC商店に並ぶものを購入する他はないが、アドバンスドアイテムの「染色アンプル」および「金属染色アンプル」を使うことにより、殆どの装備品を自由に染色する事が出来る。

### 武器類
武器は「最小攻撃力」「最大攻撃力」「バランス」「クリティカル」「負傷率」の5つの能力を持っているが、分類が同じ武器は購入時点での差はほとんど無い。しかし後述する「改造」により、性質を大幅に変化させ、はっきりとした個性を持たせることが出来る。また、大まかに「片手剣」「両手剣」「鈍器」「弓」「ワンド」「ナックル」「シリンダー」「ランス」の8つに分類される。なお、人間キャラクターでは「片手剣」、ジャイアントキャラクターでは「鈍器」のみ、二つの武器を両手に持つこと（二刀流）が可能。攻撃回数がほぼ二倍になり、スマッシュなど直接攻撃に関わるスキルの威力も増大する。
なお、本項では武器ではないが「盾」など他の手に持つ物についても記載する。
刀剣
片手で扱える比較的軽量な「片手剣」類と、キャラクターの身の丈とほぼ同じ長さをもつ「両手剣」類が存在する。片手剣は比較的安定した攻撃力と高めのクリティカル率を併せ持つため汎用性が高く、両手剣は高い最大攻撃力を持つ。片手剣は盾と併用する事が一般的だが、人間種族は二刀流が可能。両手剣はエルフ種族には扱えず、人間種族が扱う際は両手を使用するが、ジャイアント種族は片手で扱うことが出来る。。
鈍器
非常に高い最大攻撃力、または攻撃力は低めながらも高いクリティカル率を持つことにより、一撃の威力に特化した武器。ただし多くのものは最小攻撃力と「バランス」の数値が非常に低いため、ダメージは安定しない。殆どの鈍器は片手用装備となっているが、両手持ちで扱う巨大な鈍器も存在し、これらはジャイアント種族しか装備できない。また、一部の片手鈍器はジャイアント種族のみ二刀流が可能。斧等は刃が付いてはいるが、この鈍器に分類される。
弓
左手に矢を持って使う飛び道具であり、鋭い鏃による高い負傷率と遠距離からの攻撃を特徴とする。基本的に命中率のないこのゲームで唯一命中率の概念を持っており、長く構えるほど命中率が増加する。距離と装備する武器の射程によって命中率の増加量は変動する。
アトラートル
ジャベリンを放つための投槍器で、弓を使うことができないジャイアント種族専用の遠距離攻撃武器。弓と異なり照準が必要なく、装填の後すぐ発射することができる。
ワンド
体内のマナと共鳴することで魔法の効果を増幅させる片手持ちの短杖。走りながらメディテーションのスキルが使用可能となる効果がある。また、改造を施したり精霊武器にすることで、1回の詠唱で複数回分の効果が得られるチェーンキャスティング能力を付加できる。このほか、上位の攻撃魔法や合体魔法、ブレイズを使用する際にも必要となる。ただしワンド自体の攻撃力は低い。
スタッフ
両手持ちの杖。ワンド同様魔法攻撃を主眼においた戦闘に用いられるが、ワンドとは様々な点で仕様が異なり、同じ魔法戦闘向けの杖でありながらワンドとは利用法がまったく異なる。ワンド装備時には使えてスタッフ装備時には使えないスキル、逆にスタッフ装備時には使えてワンド装備時には使えないスキルも存在する。
ナックル
両手にはめて相手を殴る格闘術スキル専用の武器。通常攻撃においては素手や他の装備での攻撃と違い、素早く打撃回数が多いのが特徴。一方、打撃回数の多さから耐久力の消耗が激しい。
シリンダー
錬金術を使うために必要な筒状の器具。様々な錬金術の結晶を装填する事で使用する。片腕に装着する小型のタイプが大半を占めるが、その場に設置して固定砲台のように用いるタワーシリンダーというものも存在する。これは両手でなければ扱えない上、錬金術による攻撃以外は移動を含めた一切の行動が取れなくなるものの、あらゆる錬金術スキルの攻撃力と射程が強化される。
ランス
長大な穂先を持つ大型の槍。エルフは装備不可能であり、人間は両手、ジャイアントは片手で装備可能。近接武器としては長いリーチを持ち、やや離れた位置にいる相手に対して攻撃する事ができる。ただし攻撃直後などに若干の硬直時間が発生する上、至近距離の相手には攻撃ができず、一部の戦闘スキルは使用自体が不可能である（詳細はマビノギのスキル#近接戦闘を参照）など、取り回しの悪さも目立つ。またランス系の武器には最大5段階のピアシングレベルが設定されており、この数値が大きいほど敵の防御・保護を無視してダメージを与える事が出来る。
盾
左手にのみ装備できる「防具」であり、厳密には武器ではない。これを装備した状態でディフェンススキルを使用し攻撃を受けると、ボーナスにより通常のディフェンススキルよりも大幅なダメージの減少が発生する。ジャイアント種族以外では盾を装備していないと突進スキルを使用することができない。また、「調理用鍋」や「簡易テーブル」、「スキルブック」といった料理道具や本もクライアント内部では「盾」として認識されている場合がある（ただし、ディフェンススキルのボーナスは発生しない）。
その他
上記の武器類のほかに、採集・生産用の道具やビジュアル用の玩具など、手に持つ装備が多岐にわたって存在している。右手に持つものは内部では武器として認識されるが、攻撃力はほぼ皆無であり、これらをもったまま敵を攻撃しようとすると警告のメッセージが表示される。

#### 精霊化
一部の武器は未改造の状態で熟練度を100ポイントまで溜め、尚かつその武器の最大耐久値が武器毎に設定された基準値を満たしている場合、その武器を精霊化することができる。精霊化した武器は精霊武器と呼ばれ、精霊化を施したキャラクターの専用装備となり、売却やトレード、その場に捨てるといった事ができなくなる。精霊の名前は精霊化時に所有者が任意に決定することが可能であり、決定後の変更は行えない。精霊武器には刀剣、鈍器、弓、ワンドの4種類に、それぞれに男女の性別を加えた計8種類が存在し、精霊化のために必要なアイテム（精霊石）が異なる。精霊武器は所有者専用のNPCとしての側面も持ち、精霊武器の装備時には通常NPCと同様に会話をするが可能である。精霊のNPCグラフィックや会話内容などは前述の8種類でそれぞれ異なる。
精霊武器は主に他の装備可能なアイテムを吸収することにより成長（レベルアップ)する。成長する武器であるという点が精霊武器と通常武器との決定的な違いで、吸収させるアイテムにより成長するパラメータは異なるが、一般的に高額なアイテムほど成長する数値は大きい傾向がある。一定以上に成長した精霊武器の性能は改造を施した通常武器を上回るが、その反面、精霊武器の装備時には定期的にアイテムを吸収させなければ精霊の満腹度（精霊固有のパラメータ）が徐々に降下し、満腹度が一定値以下に達した際、性能が段階的に悪化していく。また精霊武器にも耐久値が存在し、修理のためには精霊武器の元となった武器と同種の武器（たとえば精霊武器がバスタードソードならば、修理にはバスタードソード）が必要となる。この際、修理に使う武器の熟練度によって修理できる耐久力と修理の成功率が変化する。よって、精霊武器の維持・強化には通常武器を大きく上回る費用と時間が必要となる。
精霊武器の「社会経験レベル」が一定値以上になると、持ち主であるキャラクターが「精霊実体化」スキルを習得する。これは実体化した精霊が強力な攻撃を行うというもので、スキル性能は武器の種類毎に異なる（性別は無関係）。使用するためには精霊武器の装備および一定値以上の「実体化エネルギー」を必要とする。実体化エネルギーは精霊にアイテムを吸収させたり、精霊武器を使って敵を攻撃する事で溜めることができ、スキル使用時に消費される。なお、ランクアップのためには社会経験をレベルを更に上昇させる必要がある。

### 防具類
武器類の節に記載した「盾」のほかに防具として装備できるアイテムは、装備する箇所によって「身体の装備」「頭の装備」「手の装備」「足の装備」「ローブ」「アクセサリー」に分類され、箇所によってはさらに細かく分類できるものもある。防具には基本的に「防御」（被ダメージから軽減される数値）と「保護」（被ダメージから軽減される割合）の2つの能力があり、自動防御効果（後述）などの特殊効果を除き、一般的に同じ分類上にある物は価格の差がどれだけあっても防護性能の差はなく、高価な鎧を揃えることが攻略の助けになると言った要素は少ない。プレイヤーは、防護性能の差による有利不利を殆ど無視した上で、多数用意された装備品の中から持てる資金や好みと相談しながら身につけるものを揃えることが出来る。この点も、マビノギと他のゲームとを大きく隔てる特徴のひとつである。ただし、装備には性別・年齢・種族による制限が存在するため、完全に自由というわけにはいかない（例として、男性向けにデザインされた衣装を女性が着ることは出来ない。逆も同じである）。
身体の装備
身体の装備は、主に布や皮を材料とする「衣服」と「魔法衣装」、布や皮や金属が併用される「軽鎧」、主に金属を材料とする「重鎧」の4種類に分類される。魔法衣装は後述する自動防御効果を持つが、入手方法や修理できるNPCが通常の衣服とは異なり限られたものとなっている。鎧類は衣服よりも高い防御能力を持つが、装備できるアクセサリーの数が軽鎧では1つまでに制限され、重鎧ではアクセサリーが装備できなくなる。
魔法衣装や一部の鎧類には、「自動防御」と呼ばれる特殊な能力を持ったものもある。自動防御は相手から攻撃を受けた際に受ける硬直を一定の確率でなくすものであり、ダメージの軽減ではない。この効果を持った装備は特定のNPCからの購入、モンスターからのドロップ、プレイヤーの裁縫・鍛冶スキルによる製作等によって手に入れることができる。また、盾類には改造によってこの自動防御を付加することができる。
頭の装備
頭の装備は、主に布や皮を材料とする「帽子」と主に金属を材料とする「兜」の2種類に分類される。
手の装備
手の装備は、主に布や皮を材料とする「手袋」と主に金属を材料とする「ガントレット」の2種類に分類される。
足の装備
足の装備は、主に布や皮を材料とする「靴」と主に金属を材料とする「金属ブーツ」の2種類に分類される。
ローブ
ローブは基本的に防御能力はないが、手足の先や顔面を除く身体全体を覆い隠し、装備すると身体の装備は（フード装着時には頭の装備も）完全に隠された状態にする効果がある。
アクセサリー
課金サービスやイベントなどで入手できるアイテム。「アクセサリー」となっているが、一部例外を除き装備してもPCの外観には変化がなく、単純に防御効果が付与されるだけである。最大2つまで装備可能だが、先述の通り鎧類を装備している場合は装備可能な数が制限される。また、修理可能ではあるが高額な修理費が必要となり、修理を行うNPCからも修理するよりも新たに入手し直すよう勧められる。

### 改造
武器・衣服・鎧などは、適した方法で使用することによって「熟練度」が蓄積される。熟練度は対応するNPCによって改造を行う際に消費される。改造のパターンはアイテムごとに複数用意され、プレイヤーの好みやキャラクターの能力、資金を考慮した上で自由に選択することができる。武器は改造しても全てのキャラクターが使用できるが、服や鎧は改造したキャラクターの専用装備となり、他人（自分のペット含）に渡すことさえできなくなってしまう。
一般に、武器は特定の能力と引き替えにする形で別の能力が上昇し、最大耐久力を減らす改造は特にその傾向が顕著である。同様に、衣服や鎧も防御能力と耐久力がトレードオフの関係になっている。一部の採集道具類も改造する事が可能で、これらは採集速度を増加させたり、一度の採集で複数の素材を手に入れられるようにするなどの特殊効果を付与できる。シリンダーの改造は武器能力の強化の他、錬金術を使う際のスタミナ消耗の軽減、特定の属性の錬金術スキルを強化といった内容があるが、これらの大半は王政錬金術師となったプレイヤーによって発見されるまでは該当する改造を行う事ができない。王政錬金術師によって発見された改造式にはそのプレイヤーの名前が入り、NPCによって改造してもらう事が可能となる。
以上に述べた通常の改造とは別に、一部の装備には以下のような特殊な改造を施す事も可能である。
職人改造
通常の改造での最終段階で可能となる改造。必要熟練度は全装備で一律100となっている。上昇する能力値が幾つかの候補からランダムに選ばれる上、上昇値もある程度の幅はあるもののランダムに決定されるという、非常にギャンブル性の高い改造。また上昇する能力値も、最大攻撃力やバランスといった武器自体の能力ではなく、ライフやマナ、筋力や器用さといったキャラクター本人のステータスであるのも特徴である。
宝石改造
最終段階まで改造を終えた装備に対して行う事が可能となる改造。熟練度の他、数種類の宝石を消費する事で更なる強化が可能となる。ほとんどの装備は一度だけしか行えないが、盾類には2段階の宝石改造が用意されている。装備によって使用する宝石の種類・大きさは異なる。
特別改造
宝石改造までの改造を終えた武器に対して行う事が可能となる改造。最大6段階まで改造可能。各街に設置してある改造の鍛冶台にて、改造石というアイテムを消費する事で行う。改造石には赤と青の二種類があり、青は純粋な攻撃力の強化、赤はクリティカル発生時のダメージを強化する。ただしこの二種を同時に使う事は出来ず、どちらか一方のみを使って改造していく事になる。3段階目までの改造を終えた武器は、使用した改造石の色に応じたオーラを纏うようになる。
他の改造とは異なり、特別改造には失敗の可能性がある。最初の改造は必ず成功するが、以降の成功率は3段階目までは50%、6段階目までは45%となっている。失敗すると強化段階が0まで戻ってしまい、5段階目の（つまり最終段階への）改造に失敗した場合は、装備自体が消滅してしまう。また一度でも特別改造を行うと（たとえ失敗しても）、その装備は改造を施したキャラクターの専用装備となり、トレードなどができなくなる。

### 祝福
装備アイテムに対して祝福が行われることにより以下のような効果が得られる。ただし、精霊武器を含めた一部の特殊な武器は祝福する事ができない。
- 耐久度減少の軽減
- 修理成功確率の増加
- 行動不能時のドロップ防止

祝福を得られる方法としては主に以下の手段がある。
- 祝福ポーションの利用
- 精霊武器による祝福（要：一定値以上の精霊満腹度）
- ナオのサポート（要：月額500円の有料契約）